# 安島鉄次郎
安島 鉄次郎（あじま てつじろう、弘化2年（1845年） - 元治2年2月23日（1865年3月20日））は、江戸時代末期（幕末）の志士。家系は水戸藩士安島氏。水戸藩金方手代・安島弥七郎の次男。諱は義徳。天狗党の乱で処刑される。靖国神社祭神。神名は安島鉄次郎之命。

## 生涯
幕末の水戸藩士・安島弥七郎の子として、弘化2年(1845年)に生まれる。弥七郎については天保年間の水戸藩士の名簿江水御規式帳に見える。
時は幕末、尊皇攘夷の実行を促す朝廷に対して江戸幕府がなかなか承服しないため、御三家の水戸藩に密勅を下し、幕府を翻意させるよう命じたことが幕府に咎められ、安政の大獄で水戸藩前藩主の徳川斉昭、藩主の徳川慶篤も罪を被り、家臣も水戸藩家老・安島帯刀の切腹をはじめ多くが処罰され、水戸藩では勅状を返納することを余儀なくされた。これを戊午の密勅という。
この勅状の返納に反対した家老 武田耕雲斎ら藩士が徒党を組み上洛したが、鉄次郎はこの一党に加わり上洛を目指した。その途上の元治元年（1864年）11月1日、久慈郡大子を出発、途中、幕府の命を受けた各藩による阻止を受けながらも越前国敦賀まで上り、同年12月11日、ここで加賀藩に降伏した。鉄次郎は天狗党一党とともに捕縛され、翌年の2月23日(3月20日)に斬首された。享年21。なお、明治22年（1889年）5月、水戸天狗党一党は靖国神社に合祀された。